# Marco Ferreri
Marco Ferreri (Milão, 11 de maio de 1928 — Paris, 9 de maio de 1997) foi um cineasta e ator italiano.

## Biografia
Durante a juventude, Marco Ferreri estudou veterinária e trabalhou como jornalista. Iniciou-se no cinema com documentários e cinema publicitário, foi diretor de produção e conseguiu começar a carreira na Espanha, fazendo fitas para o humorista Rafael Azcona, todas elas pautadas pelo humor negro e pela ácida crítica dos mitos sociais contemporâneos. Estas serão, aliás, características que irão acompanhar todos os filmes da sua carreira.
Entre os mais notados, se destaca "La Grande Bouffe", de 1973, (com Marcello Mastroianni, Michel Piccoli, Philippe Noiret e Ugo Tognazzi), uma desconcertante alegoria sobre a sociedade de consumo.

## Filmografia
- 1958: El pisito
- 1959: Los chicos
- 1960: El cochecito
- 1963: Una storia moderna: l'ape regina -  (br: O Leito Conjugal)
- 1964: La donna scimmia
- 1965: L'uomo dei cinque palloni - episódio de  Oggi, domani e dopodomani
- 1967: L'Harem
- 1969: Il seme dell'uomo
- 1969: Dillinger è morto (br: Dillinger está morto / pt: Dillinger morreu)
- 1971: L'udienza (br/pt: A Audiência)
- 1971: La cagna (pt: Liza, a submissa)
- 1973: Touche pas à la femme blanche (br: Não Toque na Mulher Branca / pt: Não Toques na Mulher Branca)
- 1973: La grande bouffe (br: A Comilança / pt: A grande farra)
- 1976: La dernière femme / L'ultima donna (pt: A última mulher)
- 1978: Ciao maschio  (pt: Adeus macho)
- 1979: Break up - versão ampliada de L'uomo dei cinque palloni  (pt: Colapso)
- 1980: Chiedo Asilo
- 1981: Tales of Ordinary Madness (br: Crônica de um Amor Louco / pt: Contos da loucura normal)
- 1983: Storia di Piera (br: A História de Piera / pt: História de Piera)
- 1984: Il futuro è donna (br: O futuro é mulher)
- 1985: I Love You
- 1987: Ya bon les blancs / Come sono buoni i bianchi
- 1991: La carne (br/pt: A Carne)
- 1991: La banquette / (Il banchetto di Platone) - TV
- 1991: La casa del sorriso
- 1993: Diario di un vizio (br: Diário de um Vício)
- 1994: Faictz ce que vouldras
- 1996: Nitrato d'argento (br: Nitrato de Prata)

## Ligações Externas
IMDB: Marco Ferreri